# 格伦·奥谢
格伦·奥谢（英語：Glenn O'Shea，1989年6月14日—），澳大利亚男子自行车运动员。他曾代表澳大利亚参加2012年和2016年夏季奥林匹克运动会自行车比赛，其中2012年奥运会获得一枚银牌。